# Detective Conan: Captured in Her Eyes
Detective Conan: Captured in Her Eyes (jap. 名探偵コナン 瞳の中の暗殺者 Meitantei Konan: Hitomi no naka no ansatsusha) – japoński film anime wyprodukowany w 2000 roku, czwarty film z serii Detektyw Conan. Piosenką przewodnią filmu była Anata ga iru kara (jap. あなたがいるから) śpiewana przez Miho Komatsu.
Film miał swoją premierę 22 kwietnia 2000 roku w Japonii przynosząc łączny dochód 2,5 mld ¥.

## Fabuła
Policjanci padają ofiarami morderstw nieznanej osoby. Sądząc, że podejrzany związany jest z policją, obecna sytuacja utrzymywana jest w tajemnicy. Kiedy oficer Satō zostaje ciężko ranna, Ran jest jedynym świadkiem. Z powodu traumatycznego wstrząsu spowodowanego tym wydarzeniem, Ran traci swoją pamięć. W rezultacie zabójca zdaje sobie sprawę, że Ran widziała jego/jej twarz, więc musi pozbyć się jedynego świadka. Aby chronić Ran i swoją prawdziwą tożsamość Conan musi odnaleźć mordercę. W ramach planu przywrócenia Ran wspomnień Kogorō i Sonoko zabierają ją do Tropical Land. Profesor Agasa i Detective Boys (Ayumi, Genta, Mitsuhiko i Ai) również się tam udają. Na miejscu jedna z podejrzanych osób zbliża się do Kogorō i Ran. Mężczyzna zostaje powstrzymany dzięki połączonym wysiłkom Detective Boys i zostaje przesłuchany przez Kogorō. Jak się okazuje, mężczyzna jedynie próbował porozmawiać z Kogorō, a morderca wciąż jest na wolności. Tymczasem Conan odkrywa, kto jest prawdziwym mordercą. Zdając sobie sprawę, że jest Ran w niebezpieczeństwie, Conan udaje się do Tropical Land, by ją znaleźć. Znajduje ją w momencie, gdy jest już na celowniku mordercy.

## Obsada
- Minami Takayama – Conan Edogawa
- Kappei Yamaguchi – Shinichi Kudō
- Wakana Yamazaki – Ran Mōri
- Akira Kamiya – Kogorō Mōri
- Gara Takashima – Eri Kisaki
- Megumi Hayashibara – Ai Haibara
- Yukiko Iwai – Ayumi Yoshida
- Wataru Takagi – Genta Kojima
- Ikue Ōtani – Mitsuhiko Tsuburaya
- Ken’ichi Ogata – dr Hiroshi Agasa
- Naoko Matsui – Sonoko Suzuki
- Chafūrin – inspektor Jūzō Megure
- Kaneto Shiozawa – inspektor Ninzaburō Shiratori
- Wataru Takagi – Wataru Takagi
- Atsuko Yuya – Miwako Satō
- Isshin Chiba – Kazunobu Chiba
- Kazuhiko Inoue – Kyōsuke Kazato
- Kōji Nakata – Toshirō Odagiri
- Toshiyuki Morikawa – Makoto Tomonari
- Hisao Egawa – Toshya Odagiri
- Naoya Uchida – Tamaki Jinno
- Takao Ōyama – inspektor Tomonari
- Yutaka Shimaka – detektyw Narasawa
- Ijin Yamano – detektyw Shiba